# Стефан Франц Австрийский
Стефан Франц Виктор Габсбург-Лотарингский (нем. Stefan Franz Viktor von Österreich; 14 сентября 1817, Буда — 19 февраля 1867, Ментон) — эрцгерцог Австрийский, последний палатин Венгрии из династии Габсбургов в 1847—1848 годах.

## Биография
Стефан Франц родился в семье эрцгерцога Иосифа и его второй супруги принцессы Гермины Ангальт-Бернбург-Шаумбург-Хоймской (1797—1817). Имел сестру-близнеца эрцгерцогиню Гермину Амалию Марию (14 сентября 1817, Буда — 13 февраля 1842, Вена).
Мать Гермина скончалась вскоре после родов, поэтому Стефан Франц и его сестра Гермина воспитывались мачехой, третьей супругой отца Марией Вюртембергской. Детство провёл в Буде (в то время — Офен) и семейном поместье Алчут. Получил блестящее образование.
Великая княжна Ольга Николаевна в своих воспоминаниях «Сон юности (1825—1846)» так описывала его:
Стефан выделялся своими способностями, что предсказывало ему блестящую будущность. Он любил Венгрию и по-венгерски говорил так же свободно, как по-немецки, и в Будапеште в нём видели наследника его отца. 
В 1840-х годах совершил путешествие по странам, находящимся под властью династии Габсбургов, — Богемии, Ломбардии, Венеции. В 1843 году император Фердинанд I назначил его гражданским губернатором (Landeschef) Богемии. На этом посту Стефан Франц оставался до смерти своего отца в январе 1847 года, после чего был избран палатином (наместником императора) Венгрии 12 ноября 1847 года.
15 марта 1848 года в Будапеште начались волнения. Сторонники революции разработали программу из 12 пунктов, среди них значились: обеспечение основных гражданских свобод, ликвидация феодальных повинностей крестьян, замена сословного сейма выборным парламентом, создание венгерской армии и другие. Вскоре было сформировано либеральное правительство во главе с графом Баттьяни. Настроенный достаточно либерально, эрцгерцог Стефан не противился переменам, но положение его становилось всё более сложным. 7 апреля 1848 года император Фердинанд I назначил первым премьер-министром парламентского правительства Венгрии Лайоша Баттьяни. 24 сентября 1848 года Стефан Франц отказался от палатината. В 1850 году удалился в свои владения в Германии и поселился в замке Шаумбург. Должность палатина сохранилась, но палатин имел уже символические функции. Формально Стефан Франц Австрийский был палатином до самой смерти, но уже не участвовал в делах королевства.
Эрцгерцог Стефан Франц скончался 19 февраля 1867 года от туберкулёза и был похоронен в Будапеште.

## Брачные планы
Весной 1839 года в Вену прибыл цесаревич Александр Николаевич, который подружился с эрцгерцогами Альбрехтом и Стефаном. Последнего он посчитал достойной кандидатурой для своей младшей сестры Ольги. Император Николай I пригласил Стефана на свадьбу своей старшей дочери великой княжны Марии, которая должна была состояться в августе 1839 года, чтобы познакомиться с ним лично и чтобы Стефан мог познакомиться с предполагаемой невестой. Но на свадьбу приехал эрцгерцог Альбрехт. Императорский двор увидел в этом козни мачехи Стефана, которая не захотела иметь родственницей русскую княжну из ревности к первой жене эрцгерцога Иосифа (ею была родная тётка Ольги Николаевны — Александра Павловна).
В 1840 году пришло письмо от эрцгерцога Альбрехта, в котором просил руки Ольги Николаевны. Она написала в своих воспоминаниях:
Он был мне симпатичен, я питала к нему уважение и дружеские чувства. Но, несмотря на всё это, я почему-то испытывала физическую неприязнь к нему, поэтому о браке не могло быть и речи. Сразу же из-за того, что велись переговоры относительно Стефана, Альбрехту был послан отказ.
Но сам Стефан молчал. Ответ пришёл от канцлера Меттерниха. В письме говорилось о том, что брак Стефана и Ольги Николаевны невозможен, так как они имеют разные веры и православная эрцгерцогиня может стать опасной для целостности государства, вызвав ненужные брожения среди славянского населения Австро-Венгрии. Сам Стефан сказал послу графу Медему, что, зная о чувствах Альбрехта к великой княжне, посчитал правильным «отойти в сторону».
Ольга Николаевна в 1846 году вышла замуж за наследного принца Вюртембергского, будущего короля Карла I. Эрцгерцог Стефан не был женат и потомства не оставил.